# Glenn L. Martin Company
Pour les articles homonymes, voir Martin.

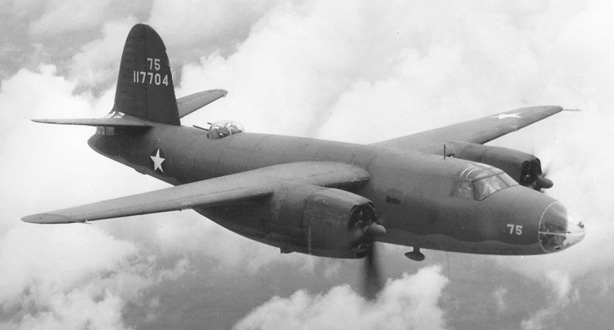
Le B-26 Marauder, un bombardier produit par Martin durant la Seconde Guerre mondiale.

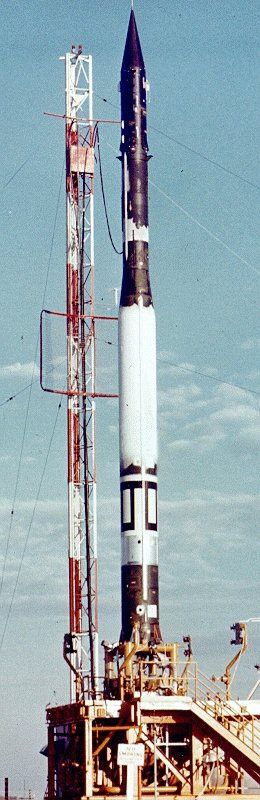
La fusée Vanguard, conçue et construite par Martin pour le programme Vanguard, préparation du lancement de la Vanguard 1.

La Glenn L. Martin Company est un constructeur aéronautique américain créé par le pionnier de l'aviation Glenn Luther Martin (1886-1955). La société est passée au travers de nombreuses fusions et existe aujourd'hui en tant que Lockheed Martin.

## Histoire
La Glenn L. Martin Company fut créée par Glenn Luther Martin le 16 août 1912. Martin commença à construire des avions militaires pour l'entrainement à Santa Ana en Californie et en 1916 accepta une offre de fusion avec la Wright Company, créant la Wright-Martin Aircraft Company en septembre de cette année-là. Mais cela ne fonctionna apparemment pas bien et Martin quitta la société pour créer une seconde Glenn L. Martin Company le 10 septembre 1917, basée cette fois à Cleveland dans l'Ohio.
Le premier grand succès de Martin arriva durant la Première Guerre mondiale avec le bombardier Martin MB-1, un grand biplan commandé par l'US Army le 17 janvier 1918. Le MB-1 n'entra en service qu'après la fin des hostilités mais le modèle suivant, le Martin MB-2, connut aussi le succès et 20 furent commandés par l'US Army Air Service, les cinq premiers sous la désignation de la compagnie, les 15 suivants comme NBS-1 (Night Bomber, Short range). Cependant le Département de la Guerre en commanda 110 de plus, il garda les droits de propriété du modèle et lança une offre publique pour la construction. Malheureusement pour Martin, la production fut confiée à d'autres constructeurs moins chers, Curtiss (50), L.W.F. Engineering (35) et Aeromarine (25). Ce modèle fut le seul bombardier de série utilisé par l'Air Service jusqu'en 1930 et fut utilisé par 7 escadrons de l'Air Service (puis US Army Air Corps) : 4 en Virginie, 2 à Hawaï et 1 aux Philippines.
En 1924, Martin fit une offre moins chère que Curtiss pour la production d'un modèle Curtiss bombardier et avion de reconnaissance SC-1, et en produisit finalement 404. En 1929, Martin vendit l'usine de Cleveland et en construisit une nouvelle à Middle River dans le Maryland, au nord-est de Baltimore.
Durant les années 1930, Martin construisit des hydravions pour l'U.S. Navy et l'innovant bombardier B-10 pour l'armée américaine. Il produisit aussi le célèbre hydravion China Clipper  utilisé par la Pan American Airways pour sa ligne San Francisco-Manille.
Durant la Seconde Guerre mondiale, les plus grands succès de Martin furent les bombardiers B-26 Marauder et A-22 Maryland, les hydravions PBM Mariner et le JRM Mars, largement utilisés pour le secours en mer, la lutte anti-sous-marine et le transport.
La société construisit 531 Boeing B-29 Superfortress et 1 585 B-26 Marauder dans son usine d'Omaha dans le Nebraska, à Offutt Field (plus tard connu comme Offutt Air Force Base. Parmi les B-29 construits par Martin, Enola Gay et Bockscar qui larguèrent les bombes atomiques sur le Japon.
Juste après guerre, les efforts de Martin ne furent pas couronnés de succès avec ses prototypes de bombardiers XB-48 et XB-51.
L'hydravion P5M Marlin fut construit à partir de 1948 à 285 exemplaires et le bombardier de nuit Martin B-57 construit sous licence à 403 unités entre 1953 et 1957.
Les avions à passagers Martin 2-0-2 furent réalisés à 57 exemplaires à partir de 1946 et le Martin 4-0-4 dont le 1er vol eut lieu en 1950 à 103 unités.
Le programme d'hydravion à réaction P6M SeaMaster dont le premier exemplaire vola en 1955 s'arrêta après 12 exemplaires et fut le dernier modèle d'avion réalisé par la compagnie.
À la fin des années 1940, le premier programme de missile de croisière de conception américaine est lancé qui donnera naissance au MGM-1 Matador. En 1955 démarra le programme d'un des premiers missiles balistiques intercontinentaux, le SM-68 Titan qui fut en service de 1962 à 1965. La société avait engagé un jeune mathématicien, Solomon W. Golomb, qui y engagea des recherches sur l'utilisation des registres à décalage.
Martin produisit également la fusée Vanguard, qui fut utilisée par le programme spatial américain comme l'un des premiers véhicules de lancement du Programme Vanguard. La Vanguard fut la première fusée américaine conçue dès le départ pour être un lanceur orbital et non une fusée-sonde modifiée (Juno I) ou un missile balistique intercontinental (fusée Redstone). Cette expérience aida les futurs Martin Marietta et Lockheed Martin à devenir le premier fabricant d'engins spatiaux pour la NASA, produisant des éléments aussi bien pour Apollo que la navette spatiale et l'intégralité du futur véhicule spatial Orion.
Martin fusionna avec American-Marietta Corporation en 1961 pour former la Martin Marietta Corporation, qui fusionna avec Lockheed Corporation en 1995 pour former Lockheed Martin.
La Martin Company employa beaucoup des fondateurs et des ingénieurs en chef de l'industrie aérospatiale américaine, dont Dandridge M. Cole, Donald Douglas, Lawrence Bell, James S. McDonnell, James Howard Kindelberger (North American Aviation), Hans Multhopp, et C.A. Van Dusen (Brewster Aeronautical Corporation). Martin apprit également à William Boeing à voler et lui vendit son premier avion.

## Production

### Avions d'entrainement
- Martin T
- Martin S
- Martin N2M

### Bombardiers et avions d'attaque
- Martin MB-1
- Martin NBS-1
- Martin XNBL-2 (bombardier nocturne)
- Martin T3M (bombardier torpilleur)
- Martin T4M (bombardier torpilleur)
- Martin XLB-4
- Martin XT6M (bombardier torpilleur)
- Martin B-10/B-12/XB-13/XB-14/O-15/O-45
- Martin BM (bombardier en piqué)
- Martin 146 (bombardier moyen)
- Martin XB-16 (jamais fabriqué)
- Martin modèle 167 (Maryland)
- Martin B-26 Marauder
- Martin B-29 Superfortress
- Martin XB-27
- Martin 187 Baltimore
- Martin XB-33 Super Marauder
- Martin B-35A
- Martin AM Mauler
- Martin P4M Mercator (patrouilleur)
- Martin XB-48
- Martin XB-51
- Martin B-57 Production sous licence du English Electric Canberra
  - Martin RB-57D Canberra
  - Martin/General Dynamics RB-57F Canberra
- Martin 316/XB-68 (jamais fabriqué)

### Reconnaissance et avion d'observation
- Martin MS
- Martin MO
- Martin M2O-1
- Martin XO-4

### Hydravions militaires
- Martin PM-1
- Martin XP2M
- Martin P3M
- Martin PM-2
- Martin PBM Mariner
- Martin JRM Mars
- Martin PBB-1
- Martin P5M Marlin
- Martin P6M SeaMaster
- Martin P7M SubMaster

### Avions de ligne civils
- Martin 70
- Martin M-130 China Clipper
- Martin M-156 (Russian Clipper)
- Martin 2-0-2
- Martin 3-0-3
- Martin SeaMistress (jamais produit)
- Martin 4-0-4

### Autres types d'avions
- Naval Aircraft Factory NO

### Moteurs
- Martin 333

### Missiles et fusées
- AAM-N-4 Oriole
- ASM-N-5 Gorgon V
- MGM-1 Matador
- MGM-13 Mace
- MGM-18 Lacrosse
- Bold Orion
- Titan (fusée)
  - SM-68 Titan
  - HGM-25A Titan I
  - LGM-25C Titan II
- Viking (fusée-sonde)

## Source
- (en) Cet article est partiellement ou en totalité issu de l’article de Wikipédia en anglais intitulé « Glenn L. Martin Company » (voir la liste des auteurs).